# Aneirin (nome)
Aneirin  è un nome proprio di persona gallese maschile.

## Varianti
- Maschili: Aneurin[1][2], Neirin[1][2]
  - Ipocoristici: Nye[1][2]

## Origine e diffusione
Si tratta di un antico nome gallese, attestato più anticamente nella forma Neirin; secondo alcune fonti, il suo significato potrebbe essere "nobile" (analogo a quello dei nomi Adele, Clizia, Nabil, Arya, Patrizio e Brian), mentre altre lo considerano un derivato del latino Honorius. La forma Aneurin, più tarda, si è probabilmente formata a causa di connessioni paretimologiche con i termini gallesi an ("tutto") e aur ("oro").
Venne portato da Aneirin, un bardo gallese del VI secolo.

## Onomastico
L'onomastico può essere festeggiato il 26 ottobre in memoria di sant'Aneurin, detto anche san Gildas, padre di san Gwinoc e monaco.

## Persone

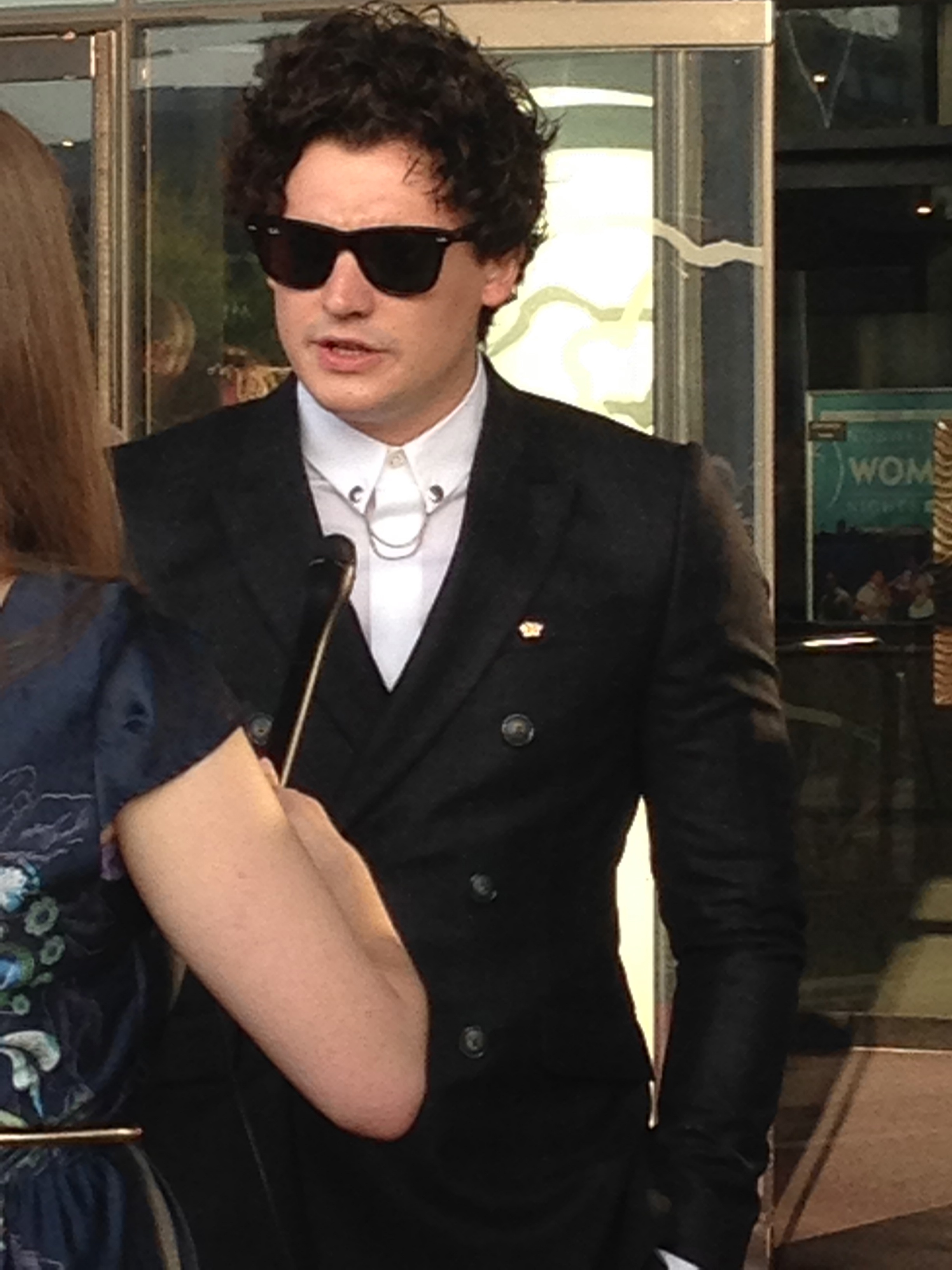
Aneurin Barnard

- Aneirin, bardo e poeta gallese

### Variante Aneurin
- Aneurin Bevan, politico britannico
- Aneurin Barnard, attore gallese